# Maud Olivier
Maud Olivier (nascida a 20 de fevereiro de 1953) é uma política francesa. Membro do Partido Socialista, foi deputada pelo 5x.º círculo eleitoral de Essonne, Conselheira Geral do Cantão de Les Ulis e Presidente da Câmara de Les Ulis.